# Chama yaroni
Chama yaroni is een tweekleppigensoort uit de familie van de Chamidae. De wetenschappelijke naam van de soort is voor het eerst geldig gepubliceerd in 1986 door Delsaerdt.